# 袁任远
袁任远（1898年—1986年），原名袁明濂，号毓灵，曾名袁思贤、袁明廉，男，湖南慈利人，中华人民共和国政治人物。中顾委委员。

## 生平
袁任远是湖南省慈利县三官寺乡袁家坪村人。早年考入慈利中学，后在马来西亚吉隆坡酋孔中学任教。1925年回国参加马日事变，后组织湘西工农红军第四支队，参加百色起义。之后担任红七军第二纵队政治部主任。1931年，任红七军教导队政治委员。1932年，任红八军政治部主任。1933年，任红六军团第十七师政治部主任。1935年，参加长征，任红六军团政治部副主任。次年改任红三十二军政委。抗日战争期间担任中共崞县县委。1940年，任八路军120师359旅政治部主任。第二次国共内战期间，担任中共吉林市委书记。1947年，升任吉林省政府副主席。中华人民共和国成立后，担任湖南省人民政府副主席。1953年，担任中华人民共和国内务部副部长。1958年，改任中共青海省委书记处书记、青海省省长。